# Exerzierplatz Nordfjordeid

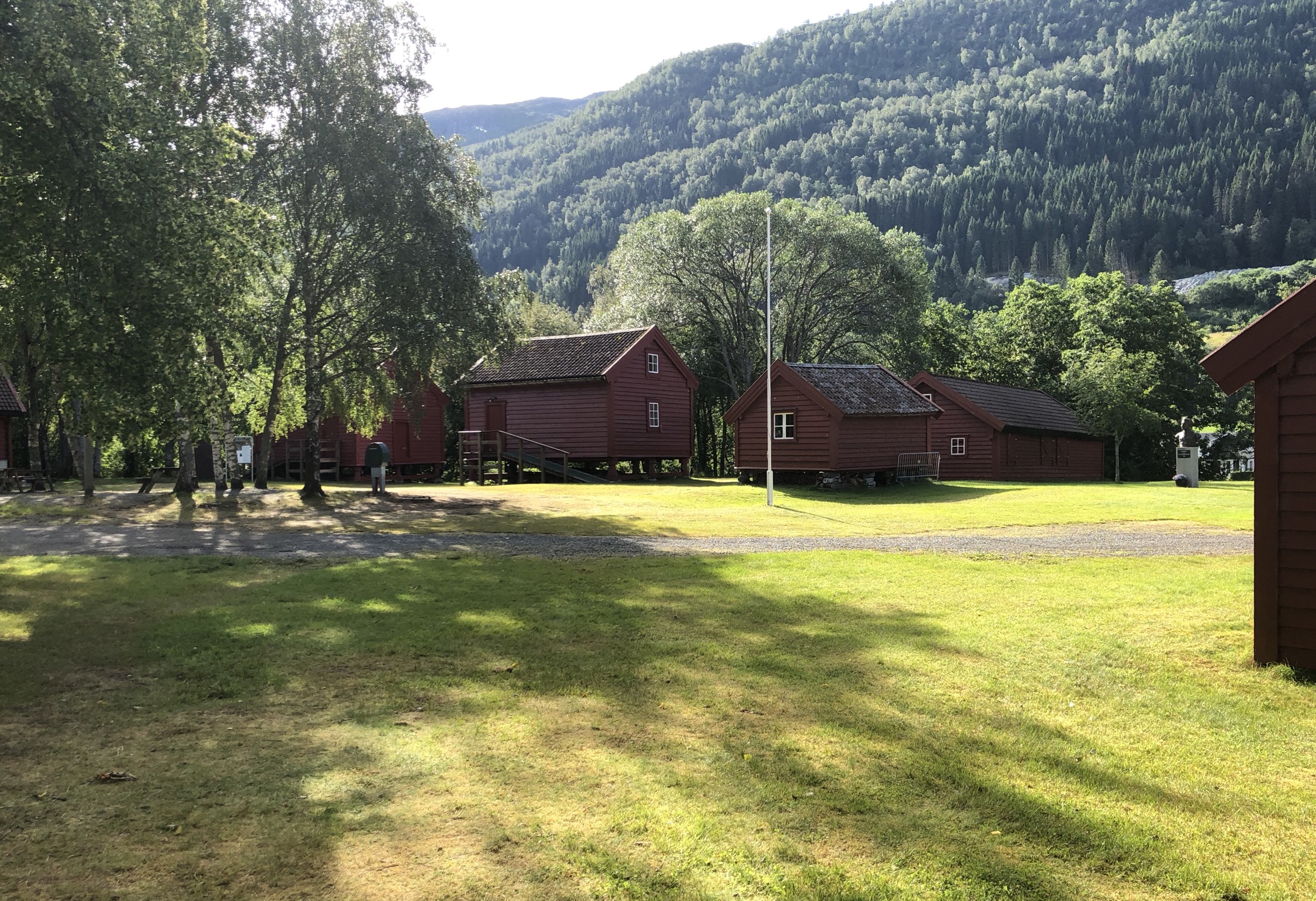
Exerzierplatz Nordfjordeid, 2019

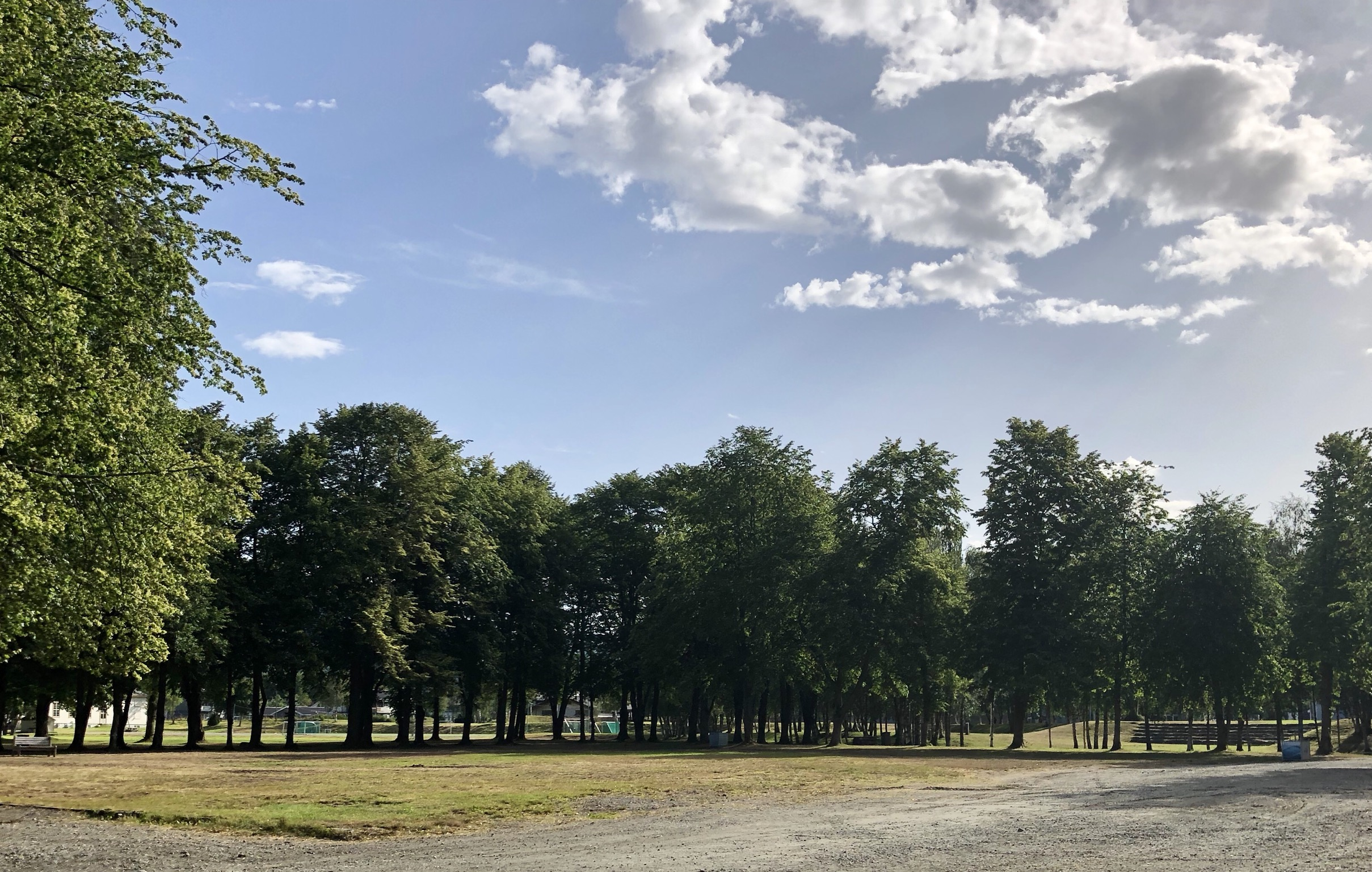
Blick nach Westen

Der Exerzierplatz Nordfjordeid (norwegisch Eksersisplassen på Nordfjordeid) ist ein denkmalgeschützter ehemaliger Exerzierplatz in Nordfjordeid in der norwegischen Kommune Stad. Er befindet sich südlich des Ortszentrums und westlich des Osvegen am nördlichen Ufer des Eidselva.
Der Platz hat heute einen parkartigen Charakter und wird als Festplatz für verschiedene Veranstaltungen genutzt. Bekannt ist das hier regelmäßig stattfindende Malakoff Rockfestival mit 20.000 Gästen. Auf dem Platz steht das Denkmal Sørgande Mor (deutsch Trauernde Mutter) und das Langeland-Denkmal für Major Oliver Langeland.

## Geschichte
Der Platz wurde im Jahr 1628 – andere Angaben nennen das Jahr 1649 – als militärischer Übungsplatz für die Gemeinden Eid und Hornindal eingerichtet und gilt als der älteste Exerzierplatz in Norwegen. Die Kompanie Nordfjord bezog den benachbarten Bauernhof Osnes. Im Jahr 1682 war der Platz dann Übungsplatz für den ganzen Bereich Nordfjord und den südlichen Teil Sunnmøres. 1718 war der Exerzierplatz Bataillons-Sammelplatz für das nördliche Bergener Regiment. In den Jahren 1791 bis 1793 entstand ein Lagerhaus, das heute als Armeemuseum genutzt wird.
Nach der Deutschen Besetzung Norwegens im Zweiten Weltkrieg wurden zwei Barackenlager auf dem Gelände errichtet, eines auf dem Exerzierplatz, ein weiteres auf dem Sandplatz. Bis zu 1000 deutsche Soldaten waren hier untergebracht. 1945 übernahm der Norwegische Heimatschutz den Platz wieder als Übungsgelände für Eid und Hornindal.
Die militärische Nutzung endete 1967. Am 30. April 1976 übernahm die Gemeinde Eid den Platz. Im Jahr 1999 gründete sich der Verein der Freunde des Exerzierplatzes Plassens venner. Seit 2003 findet das Malakoff Rockfestival auf dem Platz statt. 2005 wurde erstmals das von Tor Karseth geschriebene, das Militärleben in Nordfjordeid thematisierende Musical Elskhug og eksersis aufgeführt, das seitdem regelmäßig gezeigt wird.